# Burg Fukuoka
Die Burg Fukuoka (japanisch 福岡城, Fukuoka-jō) befindet sich in der Stadt Fukuoka, Präfektur Fukuoka. In der Edo-Zeit residierten dort die Kuroda, die mit einem Einkommen von 523.000 Koku zu den großen Tozama-Daimyō gehörten.

## Geschichte
Ursprünglich wurde im Jahr 1588 in der Provinz Chikuzen eine Burg namens Najima (名島) unter Kobayakawa Hideaki (1582–1602) errichtet. Sie zählte zu ihrer Zeit zu den drei Burgen mit Beziehungen zu Oda Nobunaga beziehungsweise zu Toyotomi Hideyoshi. Die anderen beiden Burgen waren Nakatsu in der Provinz Buzen und Yatsushiro in der Provinz Higo.
Nach der Schlacht von Sekigahara kam die Provinz Chikuzen an Kuroda Nagamasa (1568–1623). Nagamasa gab Najima auf und errichtete 300 m südwestlich an Stelle des Willkommenshauses aus alter Zeit, dem Kōrokan (鴻臚館), die derzeitige Burg, die er Fukuoka nannte.

## Die Anlage

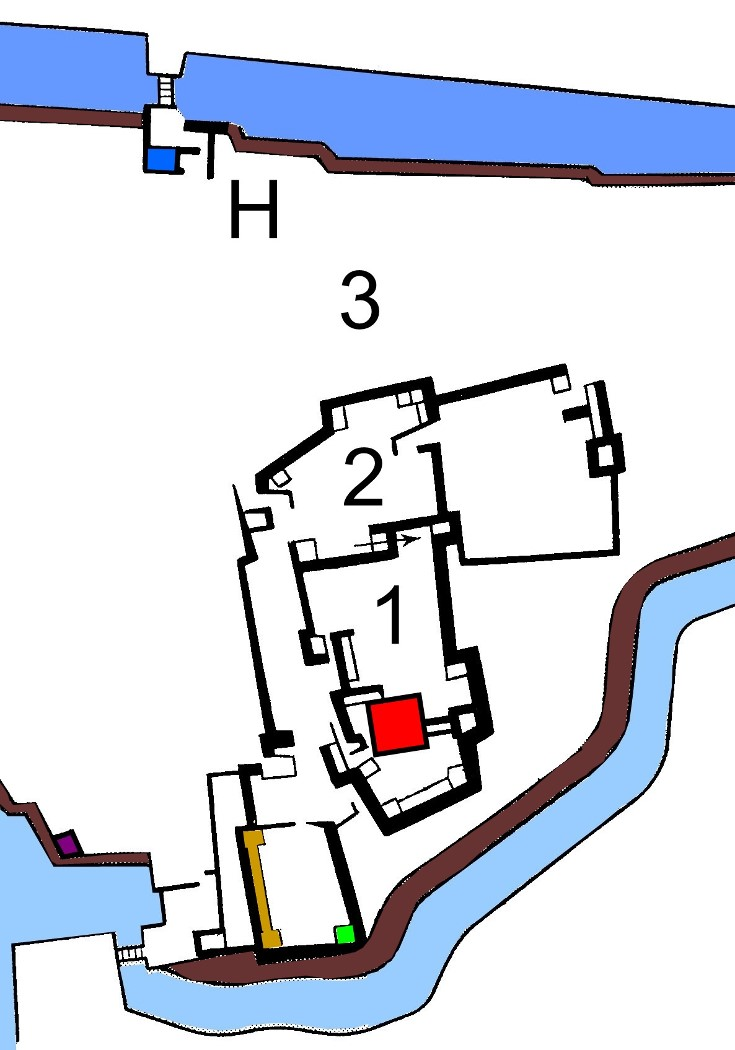
(Erläuterungen im Text)

Die Burg Fukuoka liegt in der Ebene mit Blick im Norden auf die Genkai-Meeresregion (玄界灘, Genkai-nada). Im Westen ist die Burg durch den mehr als 200 m breiten Ōbori-Teich geschützt. Die Burg bestand aus dem zentralen Bereich, dem Hommaru (本丸), das vom zweiten, weiter untergliederten Bereich Ni-no-maru (二ノ丸) und dem dritten Bereich, dem San-no-maru (三ノ丸) umgeben war. Diese Bereiche sind in der Skizze mit „1“ bis „3“ markiert. Insgesamt ist die Burg von einem großen Graben umgeben, der im Norden 50 m breit ist, im Süden heute kaum noch Wasser führt.
Im Hommaru befindet sich die Basis eines Burgturms (天守閣, tenshukaku), die bis auf die Ecksteine aus kaum behauenen Steinen besteht. Es ist nicht klar, ob darauf je ein Turm gestanden hat. Das Hommaru war im Osten und Westen durch Wachtürme geschützt.
Von den Bauwerken der Burg sind unter anderem erhalten geblieben
- Najima-Tor aus der Vorgänger-Burg.
- Basis des Burgturms, in der Skizze rot,
- Haupttor (大手門, Ōtemon), in der Skizze „H“,
- Wachturm, in der Skizze blau,
- Tamon’yagura[1], in der Skizze gelb,
- Südlicher Wachturm (南三階櫓, Minami-sangai-yagura)[1], in der Skizze grün.

Das Haupttor zum Hommaru (本丸正門, Hommaru seimon) und die Wachtürme Tsukimi (月見櫓, Tsukimi-yagura) und Hanami (花見櫓, Hanami-yagura) sind auf das Gelände des Sōfuku-ji versetzt worden.

## Bilder

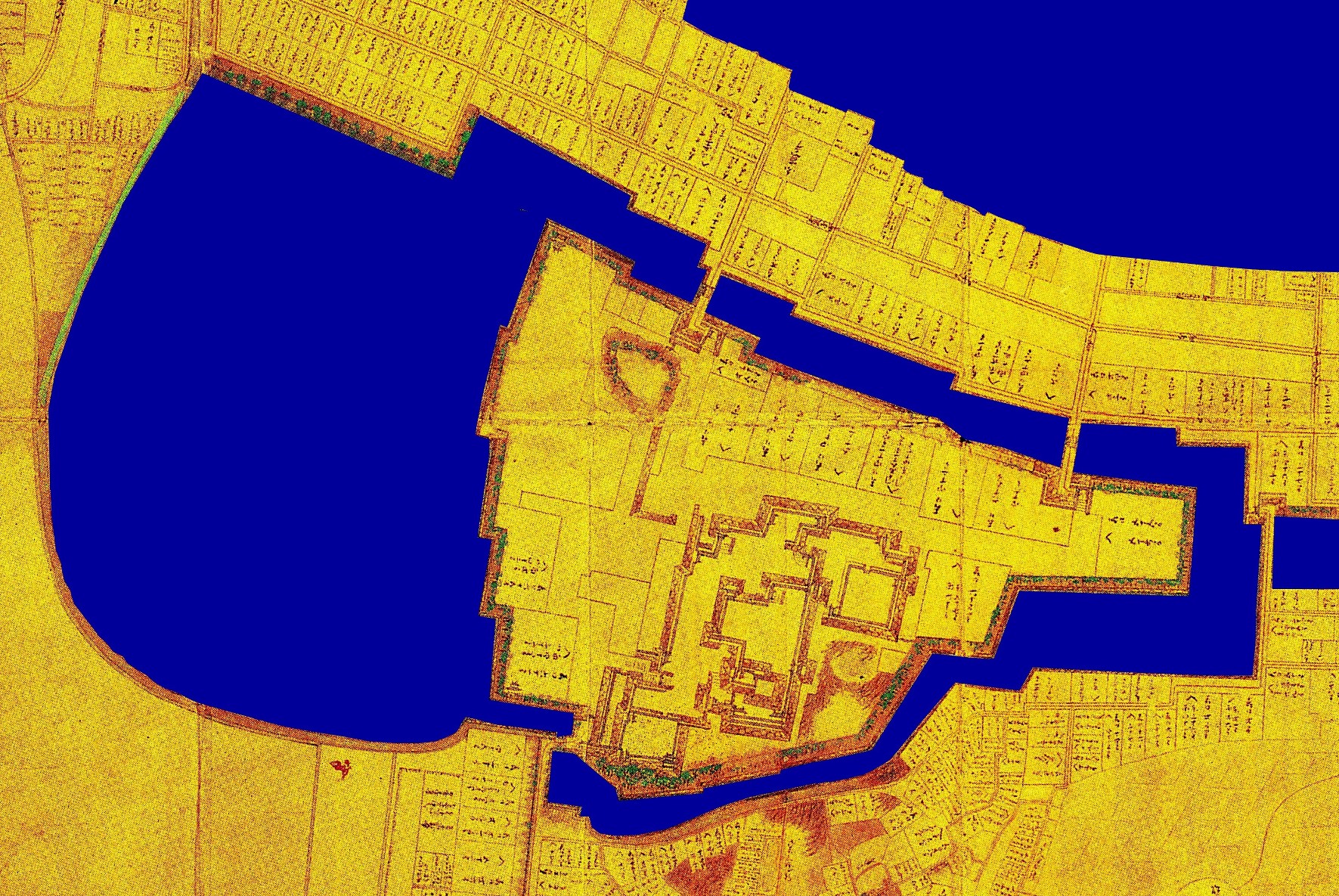
Plan der Burg
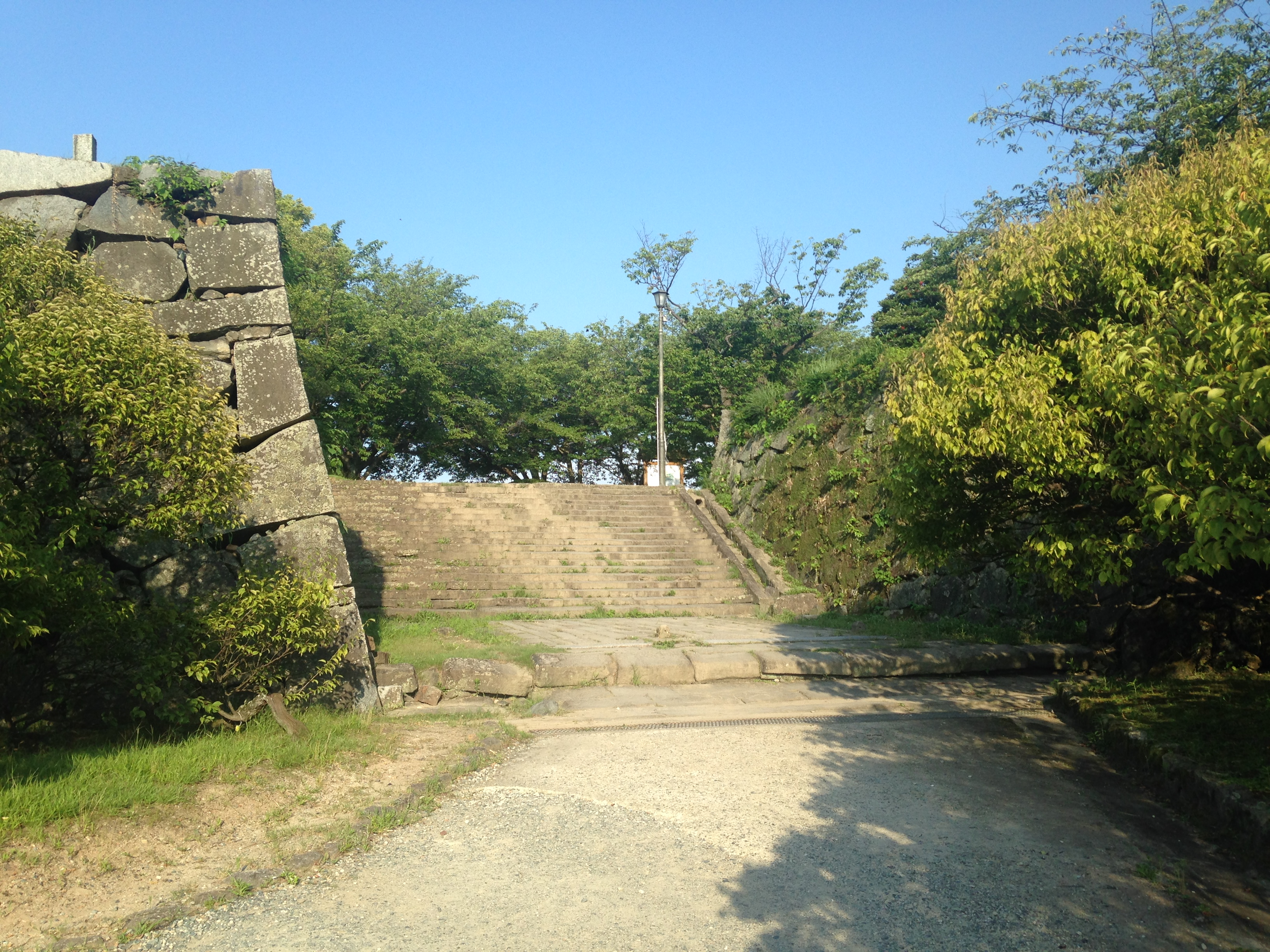
Vordertor des Hommaru
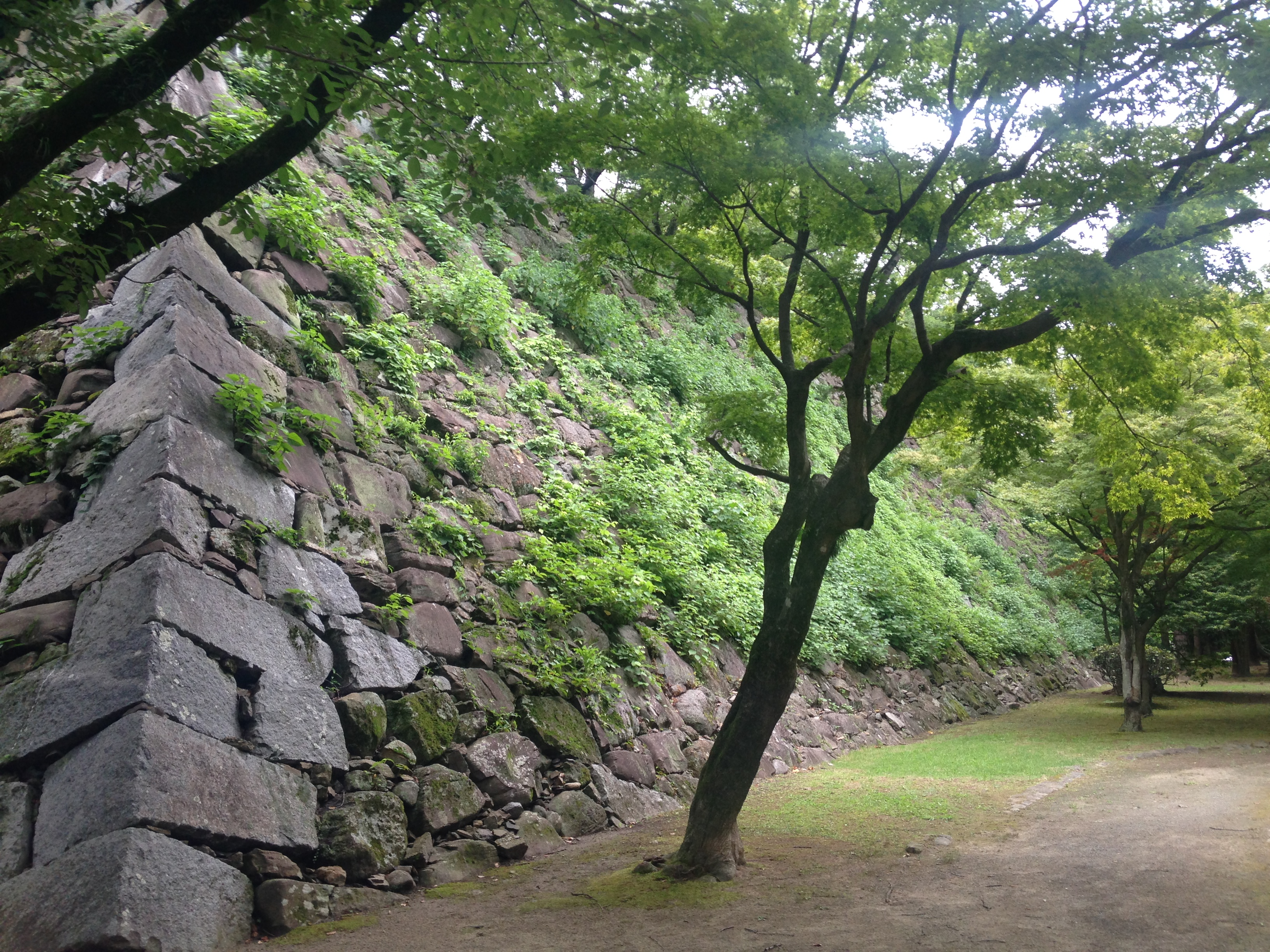
Basis des Burgturms
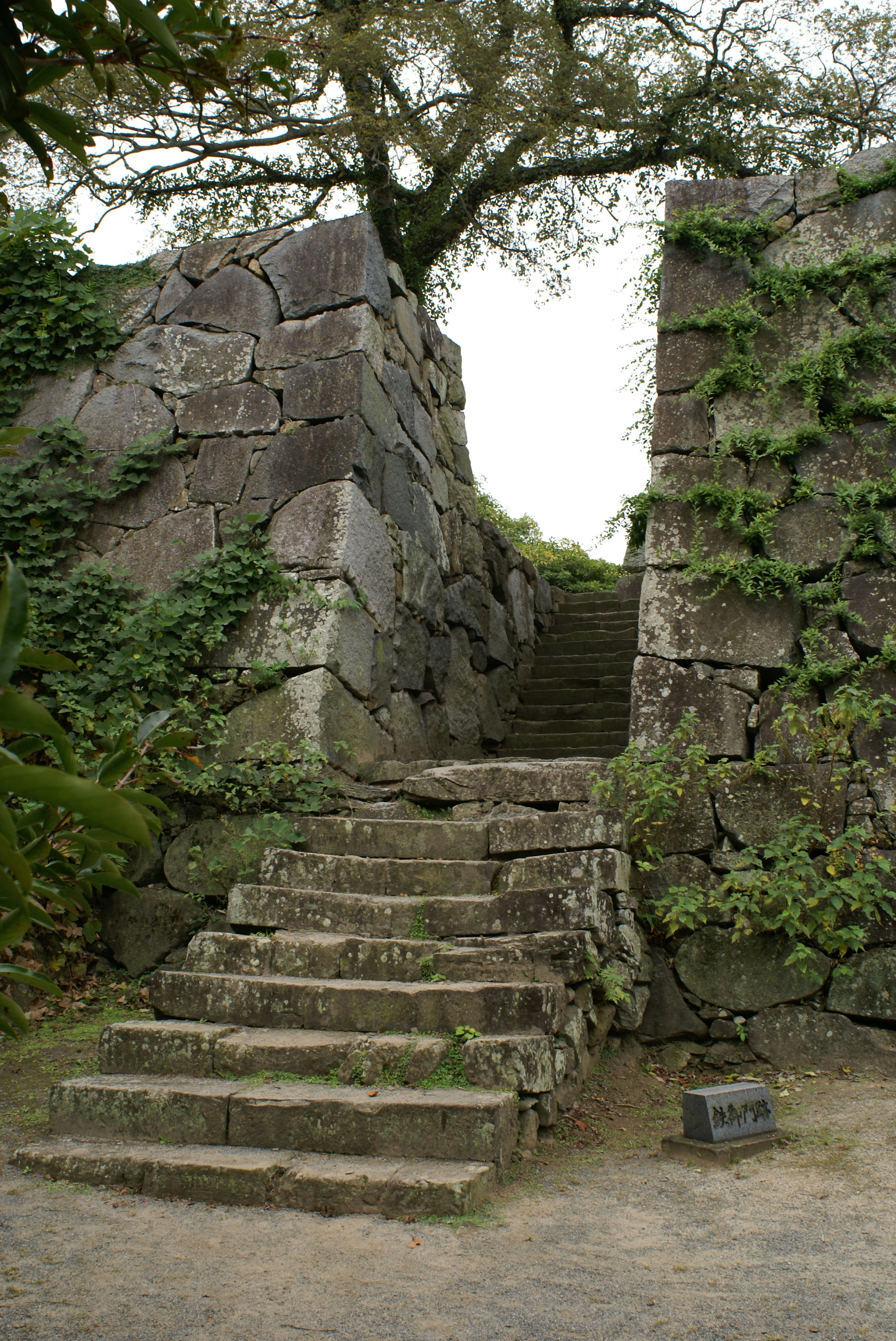
Zugang zum Burgturm
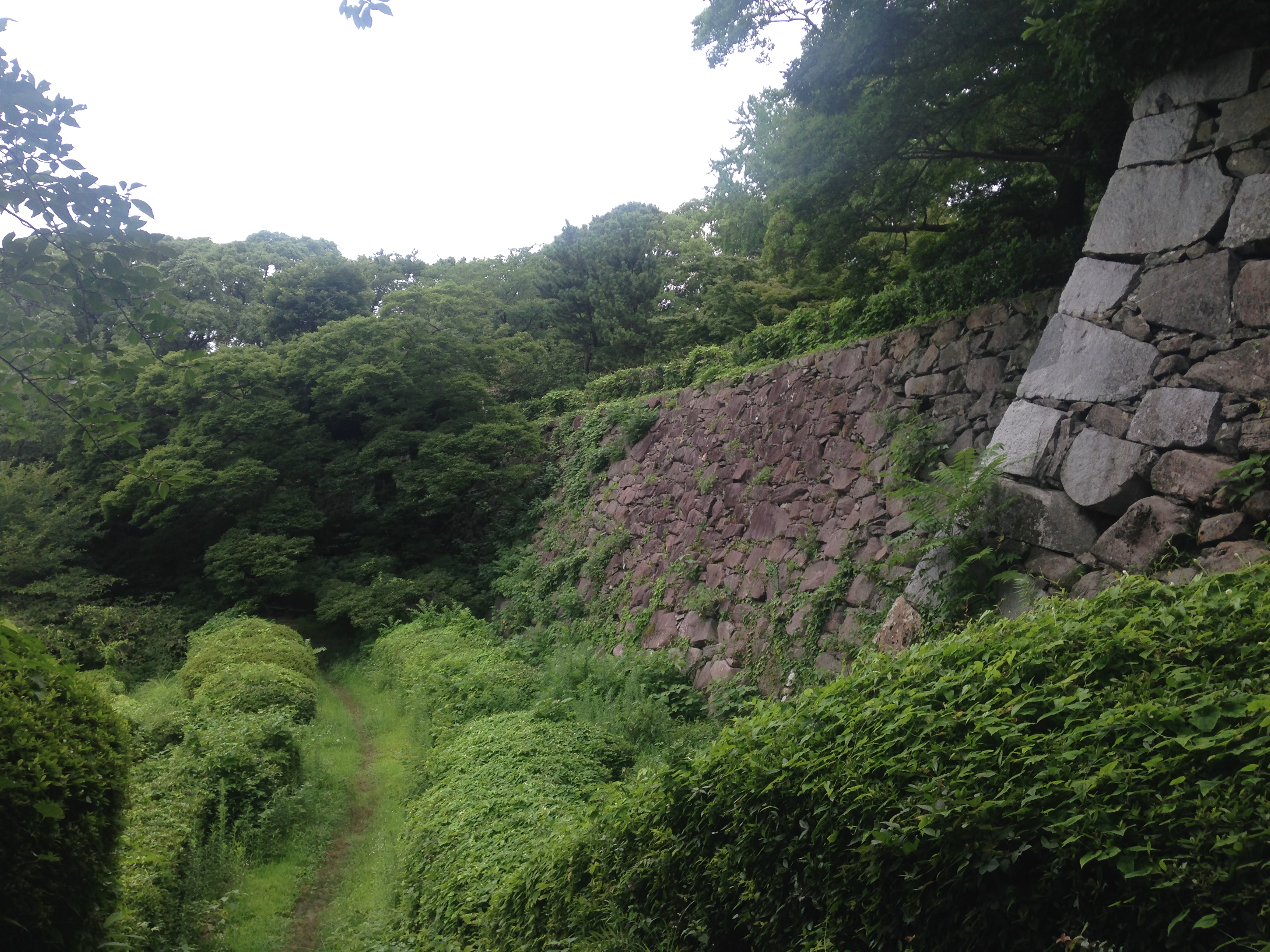
Wallanlagen
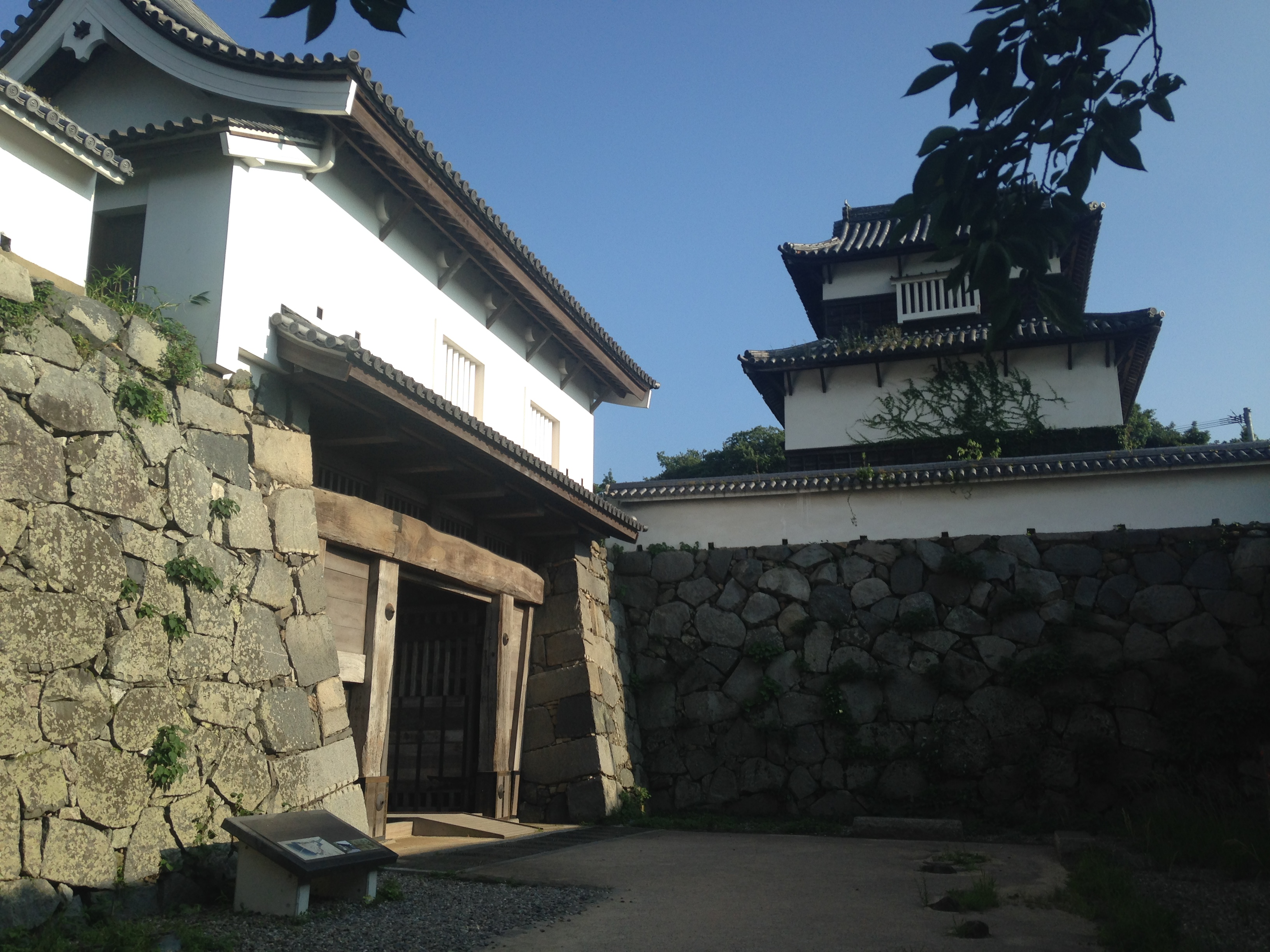
Haupttor, außen